# Antiaris africana
Antiaris africana es un árbol de la familia de las moráceas, nativo de África donde se encuentra en Togo cerca de Lomé.

## Descripción
Es un árbol piramidal muy grande, con ramas jóvenes frondosas, flexuosas, ranurada longitudinalmente y arrugada, poco oxidadas y densamente tomentosas. Las hojas de dos clases: aquellas en los árboles jóvenes y quizás también en los brotes jóvenes desnudas elípticas o elíptico-obovados, desiguales unilaterales y subcordadas en la base, aguda acuminadas en el ápice,  las hojas de los brotes florales jóvenes obovadas, elípticas, de lados desiguales y redondeadas o ligeramente cordadas en la base, con un margen recurvado cartilaginoso, rígidamente cartáceas o subcoriáceas, escabrosas arriba, pubescentes por debajo, los nervios laterales 6 -11 a cada lado de la nervadura central, apartándose de estas en un ángulo de 45 ° -70 °, recta o ligeramente arqueada, muy prominente debajo; venas profunda y densamente reticulada a continuación, muy prominentes. Flores dioicas. Receptáculos pedunculado, las masculinas, aplanadas,  pedúnculo delgado, ligeramente engrosadas hacia el ápice, finamente tomentosas. Las flores femeninas poco pediceladas. La fruta en forma de drupa, poco peciolada, elipsoide.

## Distribución
Se encuentra en Guinea, Dahomey, Fernando Poo,  norte de Nigeria, Sierra Leona y Togo, cerca de Lome. 

## Taxonomía
Antiaris africana fue descrita por Adolf Engler y publicado en Botanische Jahrbücher für Systematik, Pflanzengeschichte und Pflanzengeographie 33: 119. 1902.
Sinonimia
- Antiaris toxicaria subsp. africana (Engl.) C.C.Berg basónimo
- Antiaris challa (Schweinf.) Engl.
- Antiaris kerstingii Engl.
- Antiaris toxicaria var. africana Scott-Elliot ex A.Chev.
- Treculia affona N.E. Br.
- Treculia africana var. nitida Engl[3]